# Operación Tormenta de montaña
La Operación Tormenta de Montaña (en macedonio:Операција Планинска бура) fue una operación militar llevada a cabo el 7 de noviembre del 2007 por fuerzas especiales de policía de la República de Macedonia contra un grupo armado de etnia albanesa en la región de Tetovo vinculado con los paramilitares albaneses protagonistas los conflictos de Kosovo (1998–1999), Preševo (1999–2001) y en Macedonia del Norte (2001).

## Trasfondo
En 2007, los grupos armados de oposición albaneses controlaron de forma efectiva zonas cercanas a la frontera con Kosovo. El 10 de septiembre, un comandante de policía de etnia albanesa y dos agentes de policía resultaron heridos en Vaksince durante un intento de detención de Skender Halili y Xheladin Hiseni, dos de etnia albanesa que resultaron muertos.
El grupo de Jakupi escapó de la prisión de Dubrava en agosto, con la ayuda de "ciertas estructuras", con el fin de desestabilizar la región "si las negociaciones de Kosovo van en una dirección que estas estructuras no favorecen", según los servicios de seguridad. En noviembre, uno de los fugitivos, Xhavit Morina, ex comandante del Ejército Nacional Albanés (AKSh), fue asesinado por perpetradores desconocidos cerca de Tetovo. Jakupi, el líder, era buscado en Macedonia por lanzar un cohete en una comisaría, matando a un taxista e hiriendo a tres agentes de policía, así como por sitiar la aldea de Volkovo y amenazar con bombardear Skopje. Miembros del criminal "El grupo Jakupi" había participado en la Guerra de Kosovo (1998-1999), Insurgencia en el valle de Preševo (2000-2001) e Insurgencia en la República de Macedonia (2001); Jakupi, nacido en Bujanovac, es buscado en Serbia por varios actos delictivos.

## La Operación
El grupo estaba encabezado por Ramadan Shiti y Lirim Jakupi (conocido como "El nazi"), y conformado por extremistas wahabíes y paramilitares albanos que escaparon de la prisión de Dubrava en Kosovo en agosto. Algunos miembros del grupo, como Shiti, habían estado vinculados anteriormente con los intentos de conformar una secta musulmana wahabí supuestamente respaldada por Arabia Saudita de tomar el control de las comunidades islámicas en Macedonia y Kosovo. La Operación fue llevada a cabo por una fuerza policial especial multiétnica en las aldeas de Brodec, Vešala y Vejce, cerca de Tetovo, a partir de la mañana. El grupo delictivo fue derrotado y todos los policías que participaron en el operativo resultaron ilesos.
6 personas fueron asesinadas y 13 arrestadas, entre ellas Habit Ahmeti, otro líder del grupo criminal. Los detenidos fueron golpeados, según testigos, y Amnistía Internacional expresó su preocupación por el posible uso excesivo de la fuerza por parte de las autoridades macedonias en la operación. Una investigación interna del Ministerio del Interior de Macedonia concluyó que el uso de armas de fuego por parte de la policía era "apropiado, proporcionado, justificado y necesario", y que los detenidos habían resultado heridos al resistirse al arresto. Se confiscaron armas pesadas y municiones.
Mientras tanto, la KFOR había aumentado su nivel de tropas en Kosovo desde el inicio de la operación.
Al parecer, un helicóptero macedonio fue derribado durante los enfrentamientos; La KFOR afirma que un helicóptero fue derribado en la zona, mientras que Skopje negó los informes.
Lirim Jakupi escapó de la escena con una herida y luego fue arrestado en septiembre de 2010, en un apartamento en Pristina, Kosovo, junto con granadas y armas, por la policía de Kosovo.